# Luciano Lima da Silva
Luciano Lima da Silva (Riacho do Jacuipe, Brasil, 11 de marzo de 1981) es un futbolista brasilero. Juega de mediocampista y su equipo actual es el Nea Salamis Famagusta de la Primera División de Chipre.

## Clubes
| Club                  | País     | Año           | PJ  | Goles |
| --------------------- | -------- | ------------- | --- | ----- |
| Criciúma              | Brasil   | 2008          | ?   | 2     |
| Noroeste              | Brasil   | 2009          | 12  | 0     |
| CRB                   | Brasil   | 2009          | 5   | 2     |
| São Bernardo FC       | Brasil   | 2010          | 19  | 3     |
| Estoril Praia         | Portugal | 2010 - 2011   | 28  | 1     |
| AEL Limassol FC       | Chipre   | 2011-2015     | 100 | 17    |
| AC Omonia Nicosia     | Chipre   | 2015-2016     | 28  | 2     |
| Nea Salamis Famagusta | Chipre   | 2016-presente | 26  | 0     |